# Utsjoki
Utsjoki (severosámsky Ohcejohka, inarijskou sámštinou Uccjuuhâ, skoltskou sámštinou Uccjokk) je čtvrtá nejsevernější obec Finska (po vesnicích Kaava, Vetsikko a Nuorgam). Její území leží na hranici s Norskem na severu provincie Lappi. Na jihu hraničí s územím obce Inari. Obec byla založena roku 1876.
Počet obyvatel obce je 1 385 (2003). Rozloha činí 5 370,5 km², z čehož 202,93 km² připadá na vodní plochy. Hustota zalidnění je 0,25 obyvatel na km²2. Utsjoki má dva úřední jazyky: Severní sámštinu a finštinu. Je to jediná obec ve Finsku, v níž většina populace je sámskojazyčná.

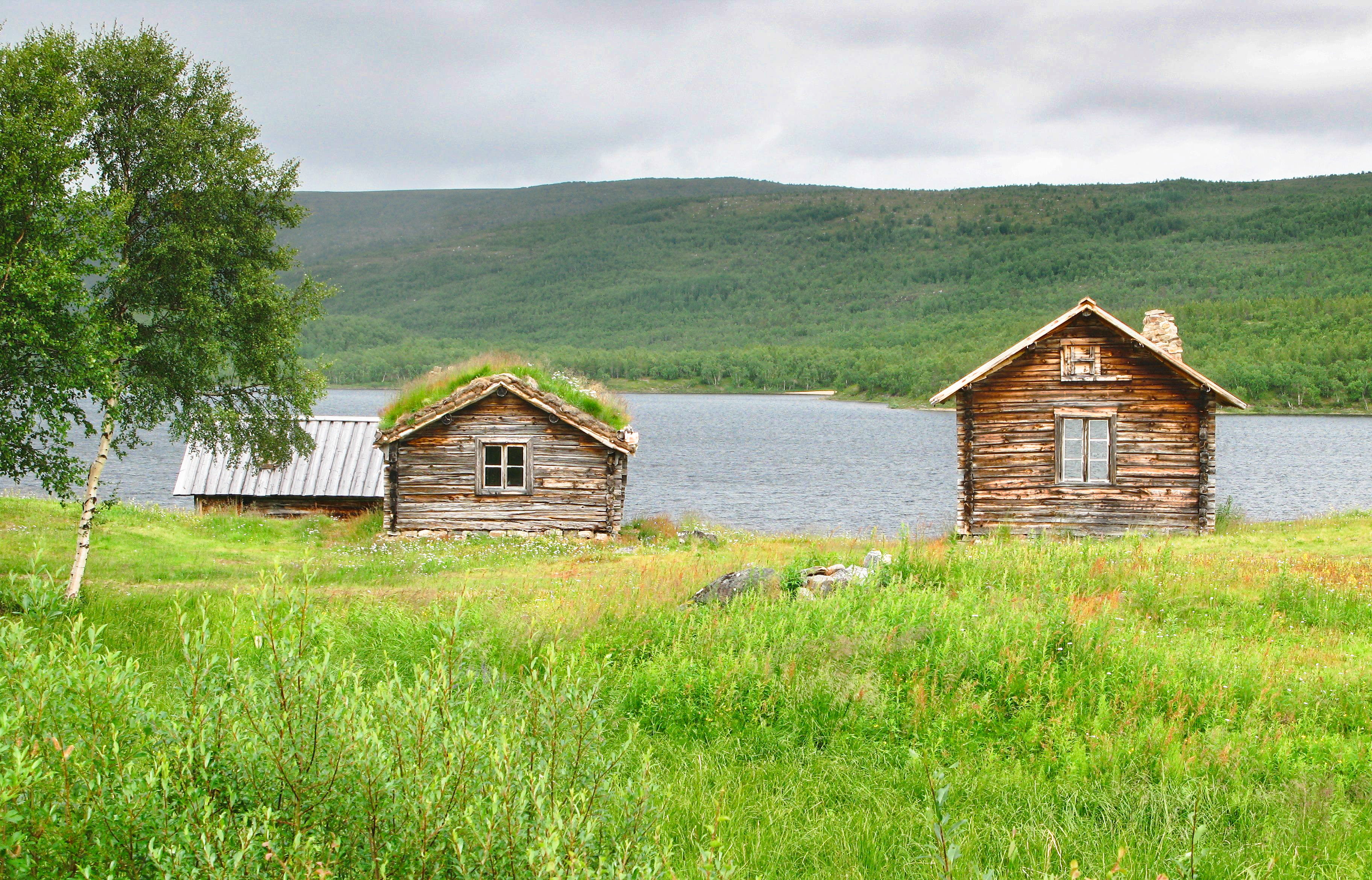
Jezero Mantojärvi nedaleko vesnice Utsjoki.

Hranice mezi Norskem a Finskem probíhá řekou Tenojoki, která teče do Severního ledového oceánu. Řeka je bohatá na lososy, pročež je oblíbeným místem pro sportovní rybaření. Nejsevernějším místem Finska je vesnice Nuorgam (severos. Njuorggán), která je rovněž nejsevernějším hraničním přechodem na světě. Na území Utsjoki se nachází přírodní rezervace Kevo (712 km²; 63 km turistických tras).